# Alcatos
Alcatos, na mitologia grega, foi um filho de Pélope, irmão de Tiestes e Atreu [carece de fontes?] e pai de Peribeia.
Alcatos teve duas esposas, a primeira, chamada Pyrgo, e a segunda, Euachme, filha de Megareu.
Pausânias relatou as várias lendas associadas a Alcatos, como ele ouviu em Mégara, para, sem seguida, criticar as lendas e apontar contradições.
Ovídio também menciona Alcatos, porém colocando a construção das muralhas de Mégara por Alcatos antes do reinado de Niso: Ele (Minos) reuniu um grande exército em volta das muralhas construídas por Alcatos, onde reinava em esplendor o rei Niso.

## Rei de Mégara

### Lendas de Mégara relatadas por Pausânias
Depois de o filho do Rei Megareu, Euippus, ter sido morto por um leão de Citerão, Megareu oferece a sua filha e o reino a quem  eliminasse o leão. Megareu estava sem herdeiros homens, porque seu filho mais velho, Timalcus, havia sido morto por Teseu, durante a campanha dos Dióscuros contra Afidna. Alcatos cumpriu a tarefa, matou o leão, tornou-se genro e mais tarde foi o sucessor de Megareu. Como agradecimento, construiu em Mégara um templo para Ártemis (a caçadora) e Apolo (o caçador). Também reconstruiu a muralha da cidade de Mégara, onde se diz que teve o auxílio de Apolo.

### Críticas de Pausânias às informações de Mégara
Pausânias não aceita que Timalcus estivesse presente no ataque dos Dióscuros contra Afidna, porque isso não foi registrado por nenhum historiador. Além disso, Álcman escreveu um poema sobre os Dióscuros, no qual eles capturam Atenas, levam a mãe de Teseu captiva, enquanto Teseu estava ausente.  Segundo Pausânias, os megareus sabiam a história real, mas tentavam esconder, porque Mégara havia sido capturada durante o reinado de Niso  e que a sucessão foi passada de sogro para genro: Niso para Megareu, e Megareu para Alcatos.

### Conclusão de Pausânias
Pausânias conclui que Alcatos chegou de Élis no momento em que Niso havia sido morto e Mégara havia perdido tudo, inclusive tendo suas muralhas sido destruídas pelos cretenses; a evidência disto é que Alcatos construiu a muralha de Mégara.

## Reinado
Segundo Pausânias, Mégara era um reino tributário a Atenas, tanto que Alcatos enviou sua filha Peribeia como tributo a Minos, durante a viagem que Teseu fez. Peribeia se casou com Telamon, filho de Éaco; o filho do casal, Ájax, foi o sucessor de Alcatos. Outra filha foi Iphinoe, que morreu virgem; na época de Pausânias, as virgens de Mégara ofereciam um cacho de seus cabelos a Iphinoe, antes do casamento.
Alcatos teve dois filhos homens, Ischepolis, o mais velho, e Callipolis. Ischepolis foi enviado para ajudar Meleagro, e foi morto pela besta selvagem da Etólia. Callipolis, o primeiro a ouvir a notícia da morte do irmão, correu para avisar o pai, quando este estava fazendo um sacrifício a Apolo; ao derrubar a lenha do altar por acidente, ele foi morto por Alcatos, julgando-o culpado de impiedade. Por causa desta morte, Alcatos teve que ser purificado por Polyidus, filho de Coeranus, filho de Abas, filho de Melampo.